# Curro Torres
Cristóbal Emilio Ruiz Torres (Ahlen, 27. prosinca 1976.), poznatiji kao Curro Torres, je španjolski nogometni trener i umirovljeni nogometaš. Igrao je na poziciji braniča.

## Trofeji
- Španjolska liga: 2001./02., 2003./04.
- Španjolski kup: 1999.
- Kup UEFA: 2003./04.
- Europski superkup: 2004.

## Vanjske poveznice
- Statistika na Liga de Fútbol Profesional (šp.)
- Reprezentativni podaci (šp.)